# Аброгація

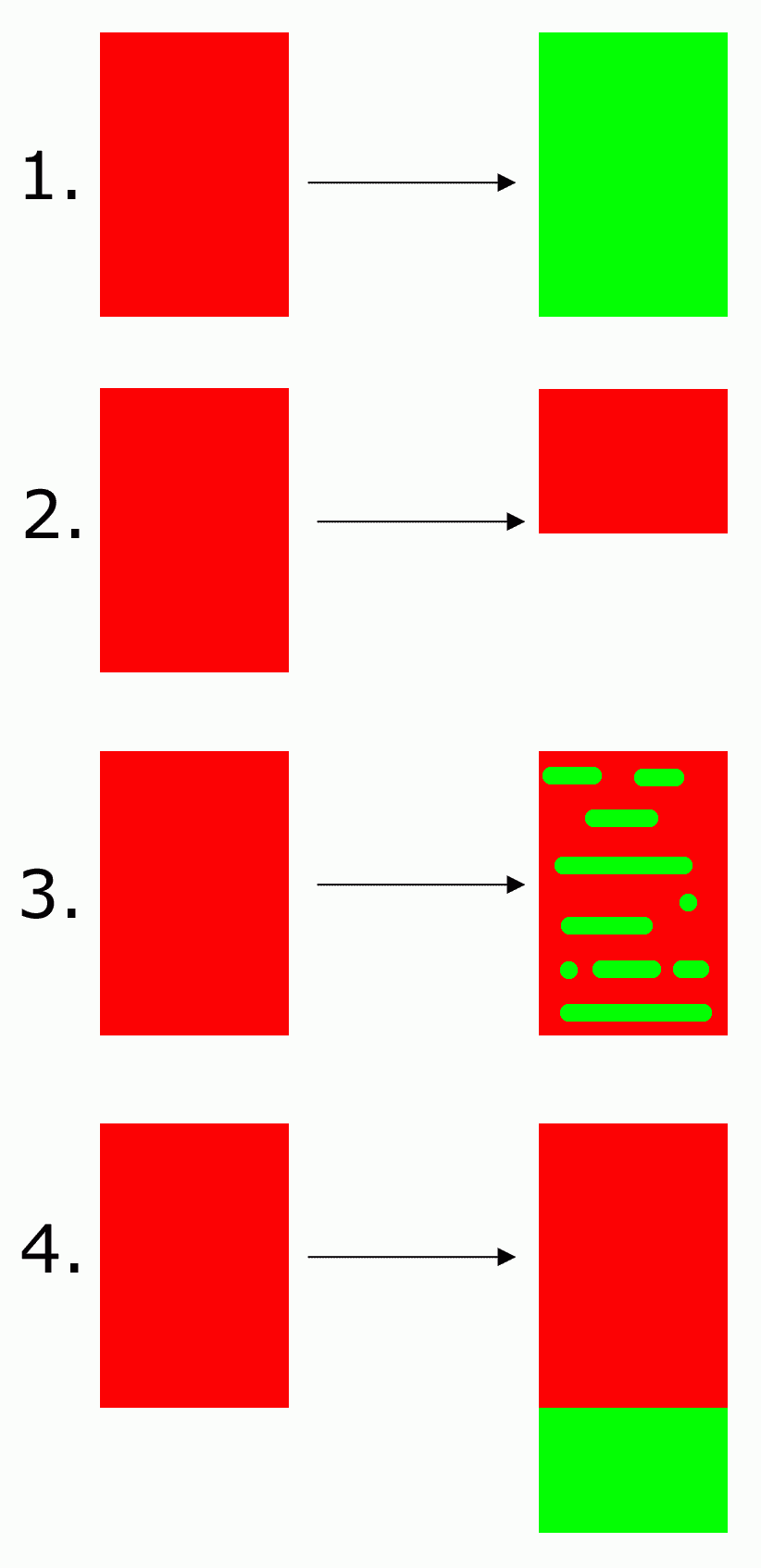
Види аброгації: 1. Власне аброгація; 2. Дерогація; 3. Оброгація; 4. Суброгація

Аброга́ція (лат. abrogatio — скасування) — анулювання, скасування або зміна закону у зв’язку з його застарілістю, непотрібністю або у випадку, якщо він не відповідає духові часу, сучасним викликам, або якщо закон чи його окремі положення суперечать Конституції України (визнаний Конституційним Судом України - неконституційним). А. оголошується у прикінцевих положеннях нового закону або законом про внесення змін до чинного закону. Термін походить з римського права і до сьогодні зберігає своє першочергове значення. Похідними від А. є дерогація (лат. derogatio) – часткове скасування чинного закону, оброгація (лат. obrogatio) – внесення часткових, незначних змін до чинного закону та суброгація (лат. subrogatio) – доповнення чинного закону новими положеннями (пунктами, частинами, статтями чи розділами). Необхідність у А. є об'єктивною реальністю, оскільки законодавство відображає потреби суспільства і держави, які перебувають у динаміці. Вчасність та доречність А. є запорукою ефективного розвитку економіки, політичних інститутів та громадянського суспільства. Негативною формою А. можна вважати такі зміни до законодавства, які звужують зміст та обсяг існуючих прав і свобод людини. В економці термін А. застосовується для позначення змін чи скасування попередньої домовленості, угоди сторін чи договору, внаслідок змін обставин, які з часом перестали бути актуальними.
Сама аброгація означає повну заміну старого закону новим.
- якщо закон скасовується частково, то цей процес називається дерогація;
- якщо вносяться необхідні (часткові) зміни в старий закон — оброгація;
- якщо до старого закону вносяться доповнення — суброгація.